# Cineraria pinnata
Cineraria pinnata là một loài thực vật có hoa trong họ Cúc. Loài này được O.Hoffm. ex Schinz mô tả khoa học đầu tiên năm 1900.